# Бохуслав Карлик
Бохуслав Карлик (чеш. Bohuslav Karlík (Праг, 25. новембар 1908 — Праг, 29. септембар 1996) био је чехословачки кануиста који се такмичио за репрезентацију Чехословачке у другој половини 30-их  до почетка 50-их година прошлог века. Освојио је сребрну медаљу на Олимпијским играма у Берлину1, светски првак и сребрни на 1. Светском првенству 1938., а  бронзани на Светском првенству 1950, а сребрни и бронзани на европским првенствима.

## Спортска биографија
Први велики успех на вишем међународном нивоу остварен у 1933. када је као чехословачки репрезентативац учествовао на 1. Европском првенству у Прагу у дисцилини кануа једнклека Ц-1 на 1.000 метарај, освојио сребрну медаљу.  Годину дана касније је на 2. Европском првенству у Копенхагену 1934. био је трећи у  истој дисциплини.
Захваљујући низу успешних такмичења позван је у репрезентацију за учешће на Олимпијским играма 1936. у Берлину. Такмичио се у кануу једноклеку на 1.000 метара у конкурецији кануиста из још пет земања:Канаде, Немачке, Аустрије, САД и Луксембурга. Од самог почетка на чело је избио искусни Канађанин Френк Амиот, вишеструки првак Канаде, који је на крају и победио. Борбу за друго место водили су Карлих и актуелни европски првак Немац Ерих Кошик. У финишу победио је Карлих освојивши сребро са предношћу од две секунде.
Као освајач сребрне олимпијске медаље Бохуслав Карлик још више је учврстио место у репрезентацији и наставио да учествује у највећим међународним регатама. Тако је 1938. био на 1. Светском првенству у Ваксхолму] у Шведској, где се два пута попео на победничко постоље у кануу двоклеку (Ц-2) у пару, са Јан Брзак-Феликсом добио је сребрну медаљу на 1.000 метара а златну на 10.000 метара. Због почетка Другог светског рата је био присиљен да прекине своју спортску каријеру.
Након рата, Карлик се вратио у такмичарки спорт и још неколико година такмичио се на највишем нивоу. Конкретно, 1949. учествује на 1. Светском првенству на дивљим водама у Женеви,  освојио је у спусту сребрну медаљу у екипној конкуренцијицју кануа једноклека. Следеће сезоне на 3. Светском првенству на мирним водама у Копенхагену у пару са Олдрихом Ломецким осваја бронзану медаљу у кануу двоклеку на удаљености од 10.000 метара. Успешно се пласирао у репрезентацију  за Олимпијске игре 1952. у Хелсинкију, где у пару с Ломецким на 10.000 метара осваја шесто мето и остаје без медаље.На овим Играма Карлик је био најстарији учесник у кајакашким такмичењима са 43 године и 245 дана.
После престанка професионалне каријере, Карлик је наставио да редовно учествује на разним аматерским и ветеранским регатама. Конкретно, у 1955. удружио са својим дугогодишњим партнером Јан Брзак-Феликсом и за 20 сати су прешли стазу од 190 км реком Влтавом од   Чешких Будјејовица до Прага.